# Олджэй-хутуг
Олджэй-хутуг (монг. Өлзий хутаг; китайская транскрипция: 完者忽都; 奇皇后, «императрица Ци» (в китайском чтении иероглиф этой фамилии 奇 транскрибируется как Ци); по-корейски 기황후 Ки-хванху, «императрица Ки» (? — 1370?) — царственная супруга Тогон-Тэмура, последнего императора монгольской династии Юань в Китае и мать его наследника Аюршридары, основателя династии Северная Юань.

## Биография
Ки (корейская фамилия) Сын Ян родилась в семье Ки Чао (кит. 奇子敖), принадлежавшей к классу янбан, в Корё. Её старшим братом был Баян-Буха (корейское имя Ки Чхоль, кит. трад. 奇轍). Она была отправлена к юаньскому двору как часть дани, знаменующей подчинение монгольскому императору Китая.
В 1333 году она была прислана в Юань и, не желая становиться рабыней императора, решила извлечь лучшее из её положения. Она выделялась своей необычайной красотой, фигурой, умением петь, танцевать, вести диалоги, навыками каллиграфии, из-за чего быстро стала любимицей правителя. Тогон-Тэмур вскоре влюбился в кореянку и стало заметно, что он проводит все больше времени с ней.
Стала одной из наложниц Тогон-Тэмура и неоднократно сносила побои императрицы Данашили. В 1335 году старший брат Данашили был обвинён в восстании против императора, и Данашили как его близкая родственница была казнена. Тогон-Тэмур собирался провозгласить Ки императрицей, но канцлер Баян и советники, фактически управлявшие империей, не позволили ему этого.
Императрицей была провозглашена его тёзка Баян-хутуг из племени хонгират. В 1338 или 1339 году у Ки родился сын Аюршридара, после чего император всё-таки смог сделать её своей второй женой. В 1340 году жертвой дворцовых интриг пал и сам Баян, и тогда Олджэй-хутуг была провозглашена второй императрицей.
В 1353 году сын Олджэй-хутуг, Аюршридара, был провозглашён наследником престола. С помощью корейца-евнуха Пак Пульхва (朴不花) Ки начала кампанию, призванную вынудить императора передать трон наследнику. Узнав об этом, Тогон-Тэмур прервал с ней связь.
В этот период монголы мало вмешивались в дела Корё. Однако брат императрицы, Баян-Буха, стал угрожать Конмину-вану, и в 1356 году семья Ки в Корё была уничтожена за участие в заговоре. В результате Олджэй-хутуг и Аюршридара развернули борьбу против Конмина, которая, однако, не была успешной.
В 1364 году Ки выдвинула в кандидаты на корейский престол Таш-Тэмура и дала войска ему в помощь, но они были разбиты армией Корё при переправе на реке Ялуцзян. Олджэй-хутуг также выдвигала другого кандидата на корейский престол, представителя правящей династии, Тогто-Буху, который провёл жизнь при юаньском дворе.
Между тем развернулась междоусобная борьба между сторонниками и противниками наследника Аюршридары. Войска оппозиции, возглавляемые монгольским полководцем Болод-Тэмуром, заняли Пекин в 1364 году. В то время как Аюршридара бежал под покровительством полководца Хухэ-Тэмура, Ки осталась в Пекине в плену у Болод-Тэмура. На следующий год Хухэ-Тэмур разбил Болод-Тэмура. Ки попыталась воспользоваться этим вновь для того, чтобы сделать сына императором, но снова не преуспела. В 1365 году неожиданно умерла Баян-хутуг — Ки стала первой императрицей.
Падение монгольского правления в Китае под ударами восстания Красных повязок в 1368 году заставило её вместе со двором бежать из Пекина в Шанду, а в 1369 году в Инчан на территории современной Внутренней Монголии.
В 1370 году умер Тогон-Тэмур, и Аюршридара вступил на престол в Инчане. Ки стала вдовствующей императрицей-матерью, но вскоре после этого бесследно пропала.

## Образ в искусстве
- «Императрица Ки» (2013—2014) — южнокорейский телесериал по мотивам биографии Олджэй-хутуг, где заглавную роль сыграла корейская актриса Ха Чжи Вон, но факты истории и биографии в сериале были искажены в художественных целях.